# Advanced Energy Materials
Advanced Energy Materials è una rivista scientifica sottoposta a revisione paritaria, che si occupa di ricerca nel campo dell'energia, includendo le seguenti tematiche: fotovoltaico, batterie, supercondensatori, celle a combustibile, tecnologie dell'idrogeno, termoelettrica, fotocatalisi, tecnologie dell'energia solare, refrigerazione magnetica e materiali piezoelettrici.
Pubblica articoli di revisione su invito e relazioni sullo stato di avanzamento, articoli completi e comunicazioni rapide. Fondata nel 2011, Adv. Energy Mater. è iniziata come rivista mensile nel 2012 ed è passata a 18 numeri all'anno nel 2014, a numeri bisettimanali nel 2016, a 36 numeri all'anno nel 2018 e alla periodicità settimanale nel 2019.

## Indicizzazione
Gli abstract e gli articoli della rivista sono indicizzati da:
- Chemistry Citation Index
- Current Contents/Engineering, Computing & Technology
- Current Contents/Physical, Chemical & Earth Sciences
- ENERGY
- Inspec
- Materials Science Citation Index
- Science Citation Index Expanded